# 197 (số)
197 (một trăm chín mươi bảy) là một số tự nhiên ngay sau 196 và ngay trước 198. Nó đơn giản được cấu tạo bởi số 1, 9 và 7